# Lysimachia tenella
Lysimachia tenella L., 1753 è una pianta erbacea della famiglia delle Primulaceae.
È nota come Mouron délicat (FR) , Bog Pimpernel (EN)  e Zarter Gauchheil (DE) .

## Descrizione
Essa fiorisce in giugno-ottobre e produce fiori ermafroditi di colore rosa pallido, ritti su un peduncolo di circa 5 cm, riuniti in una Inflorescenza a racemo semplice.
Il frutto è una capsula.

## Biologia
Si riproduce per impollinazione entomogama.

## Distribuzione e habitat
Questa specie ha un areale mediterraneo-atlantico, che si estende a nord sino all'Irlanda e al Regno Unito, ad est sino alla Moldavia e alla Crimea e ad ovest sino alle Azzorre. Nella regione mediterranea è presente in Portogallo, Spagna, Francia, Italia, Grecia, Marocco, Algeria e Tunisia.
Il suo habitat tipico sono le torbiere di bassa e media altitudine; cresce su substrati acidi in compagnia delle drosere.